# Palais Melás

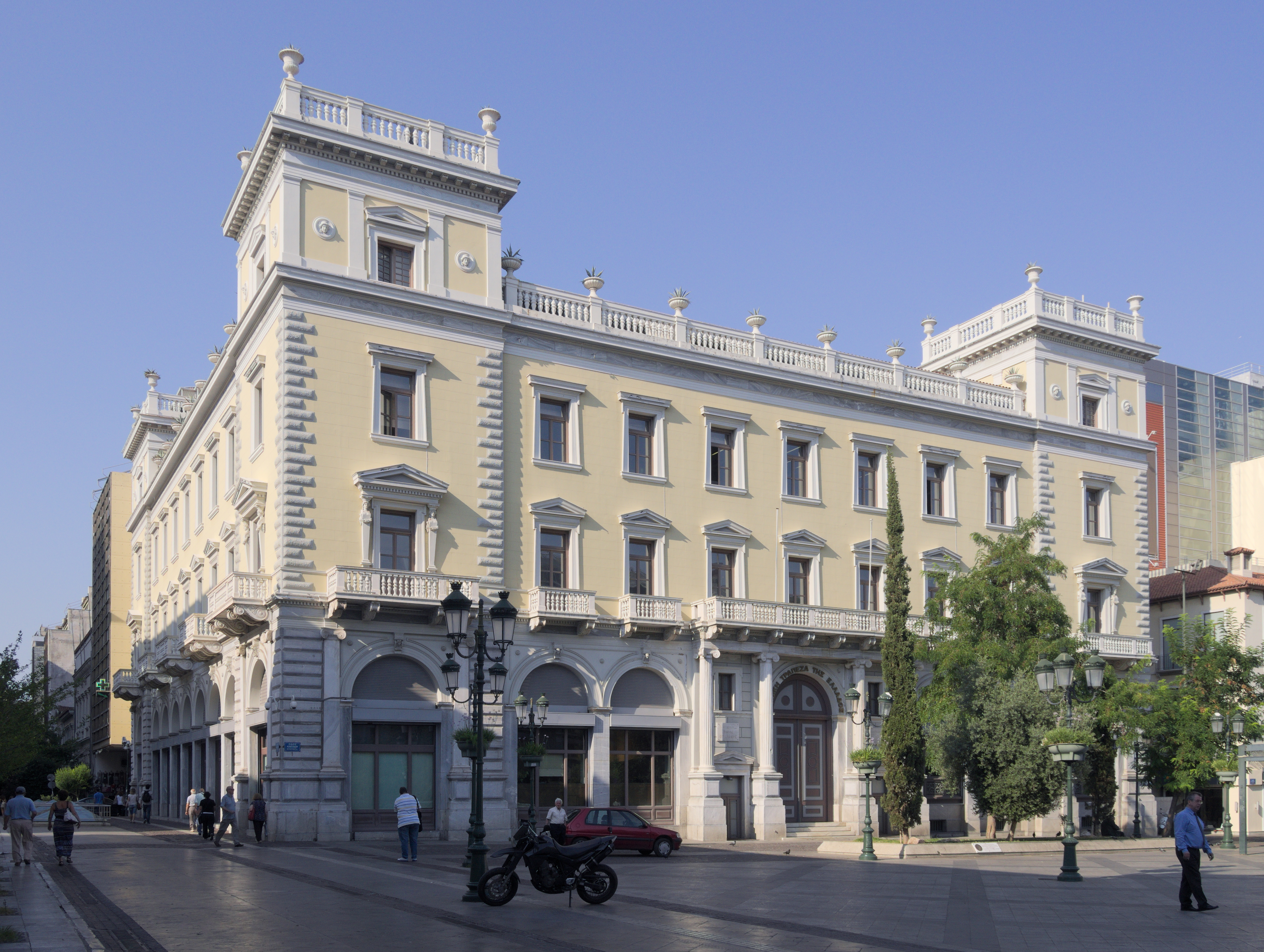
L'édifice vu depuis le nord-est.

Le palais Melás  (en grec moderne : Μέγαρο Μελά / Mégaro Melá) est un palais de ville du XIXe siècle situé sur la place place Kotziá à Athènes, en Grèce. Commandité par le banquier grec Vasílios Melás (el) et érigé en 1874 par l'architecte Ernst Ziller, l'édifice accueille depuis 1979 des services de la Banque nationale de Grèce.

## Emplacement et architecture
Le palais Melás est situé à l'angle sud-est de la place du soulèvement populaire, plus connue sous le nom de « place Kotziá ». Le bâtiment carré est bordé sur les quatre côtés par les rues Éole, Sophocle, Streit et Kratinos. La façade et l'entrée principale donnent sur la place avec une vue sur le bâtiment néoclassique de l'hôtel de ville d'Athènes à l'ouest et du siège historique de la Banque nationale de Grèce à l'est. Les détails caractéristiques sont les quatre tourelles d'angle, l'élégant atrium au rez-de-chaussée, les statues décoratives et les médaillons ronds avec Hermès.

## Histoire
Le palais appartenait au marchand et banquier grec Vasílios Melás (el), qui faisait des affaires principalement à Odessa et à Londres. En 1873, il acheta le bloc à l'angle sud-est de la place Kotziá et fit construire le palais urbain à deux étages selon les plans de l'architecte allemand Ernst Ziller. A son inauguration en 1874, le palais Melás est le plus grand bâtiment privé de la capitale grecque. Il abrita à l'origine le « Grand Hôtel d'Athènes », prisé notamment des Grecs de l'étranger, avant d'héberger la Bourse d'Athènes à partir de 1881.
Après la mort de Vasílios Melás en 1884, la propriété fut transférée à la Fondation Vasílios Melás pour l'éducation préscolaire (Νηπιακό Επιμελητήριο Μελά), qui continue de financer la création de jardins d'enfants à ce jour. Après un incendie en 1897, un étage supplémentaire fut ajouté en 1899. Entre 1900 et 1973, l'édifice constitua le siège de la poste centrale d'Athènes et un bureau télégraphique. En 1974, le ministère grec de la Culture inscrivit le monument parmi les bâtiments protégés en Grèce. En 1979, il fut acheté par la Banque nationale de Grèce pour y héberger différents services centraux. Lors d'une rénovation en profondeur entre 1982 et 1988, l'étage supplémentaire a été supprimé afin de restaurer l'aspect d'origine.

## Sources
- (en) Máro Kardamítsi-Adámi, Classical Revival: The Architecture of Ernst Ziller 1837–1923, Athènes, Melissa Publishing House, 2006, 287 p. (ISBN 960-204-275-3).